# Козырев, Сергей Вадимович
Сергей Вадимович Козырев (осет. Козырты Вадимы фырт Сергей; 18 июня 2002) — российский борец вольного стиля. Победитель и призёр чемпионатов России, призёр чемпионата Европы, участник Олимпийских игр в Токио. 

## Биография
Родился и вырос в Северной Осетии. Там же начал заниматься вольной борьбой.

### Спортивная карьера
В октябре 2018 года в Буэнос-Айресе завоевал золото юношеских Олимпийских игр в весовой категории до 110 кг, в финале нанеся поражение иранцу Амиру Заре. В марте 2021 года в Улан-Удэ, одолев в финале Ацамаза Теблоева стал чемпионом России. В апреле 2021 года в Варшаве на чемпионате Европы завоевал серебряную медаль, уступив в финале турку Тахе Акгюлю. В мае 2021 года на мировом квалификационный турнире в Софии завоевал лицензию на Олимпиаду в Токио. В начале июля 2021 года стало известно, что Сергей Козырев выступит на Олимпиаде 2020 года. В августе 2021 года на Олимпийских играх в Токио Козырев проиграл в первой же схватке китайскому борцу Дэн Чживэю и завершил своё выступление.

## Спортивные результаты
- Чемпионат Европы по борьбе среди кадетов 2018 —
- Летние юношеские Олимпийские игры 2018 —
- Чемпионат России по вольной борьбе 2021 — ;
- Чемпионат Европы по борьбе 2021 — ;
- Олимпийские игры 2020 — 11;
- Чемпионат России по вольной борьбе 2022 — ;
- Игры стран СНГ 2023 — ;